# Thiên hoàng Konoe
Konoe (近衛 Konoe - tennō ?, 16 tháng 6 năm  1139 - 22 tháng 8 năm 1155) là Thiên hoàng thứ 76 của Nhật Bản theo danh sách kế thừa truyền thống
Triều đại của Konoe kéo dài từ năm 1142 đến năm 1155

## Tường thuật truyền thống
Trước khi lên ngôi, ông có tên cá nhân (imina) là Narihito -shinnō (体仁親王). Ông cũng được biết đến như Tosihito -shinnō.
Thiên hoàng Konoe là con trai thứ tám của Thiên hoàng Toba. Mẹ của ông là Fujiwara Tokuko (1117-1160), vợ của Thiên hoàng Toba.
Kogo Fujiwara Masuko (1140-1201) là vợ của Thiên hoàng Konoe. Sau khi ông chết, bà tái hôn với Thiên hoàng Nijō. Sau đó, bà được gọi là Thái Hoàng Thái Hậu Omiya.

## Lên ngôi Thiên hoàng
Tháng 1/1142, Thiên hoàng Sutoku thoái vị và người em trai còn nhỏ tuổi tuổi của ông, thân vương Narihito lãnh chiếu kế vị. Vài ngày sau, thân vương chính thức lên ngôi và lấy hiệu là Thiên hoàng Konoe. Ông đổi niên hiệu của anh trai thành niên hiệu Kōji (1142-1144). Thiên hoàng cũng đề cử Fujiwara no Tadamichi tiếp tục giữ chức vụ Nhiếp chính Hoàng gia.
Sau khi lên ngôi, Konoe thể hiện lòng hiếu thảo với cha bằng cách thăm tu viện của cha - Pháp hoàng Toba, thăm nhà Fujiwara no Tadamichi để củng cố quan hệ thân thiết với hoàng gia (1146).
Tháng 7/1142 (niên hiệu Kyūan thứ tư của ông), Cung điện hoàng gia bất ngờ bị phát hỏa.
Thời Konoe trị vì chứng kiến sự thao túng quyền lực ngày càng lớn giữa hai dòng họ Fujiwara và Minamoto. Dòng họ Fujiwara sau các cuộc "tấn công" liên tiếp của Thiên hoàng và các dòng họ quý tộc khác thì họ ngày càng suy yếu dần. Để cứu vãn sự suy yếu, dòng họ Fujiwara đã gả cho Thiên hoàng hai công nương là Fujiwara no Tokoku (2/1150), Feï-si (4/1150) để đảm bảo chỗ đứng của họ trong triều đình. Cũng trong thời trị vì của Konoe, các dòng họ quý tộc khác là Minamoto, Taira (có gốc từ các Thiên hoàng Nhật vào thế kỷ IX - X) dựa vào võ sĩ (samurai) để cạnh tranh với Fujiwara. Biểu hiện cụ thể cho sự cạnh tranh này là: năm 1150, Minamoto no Tadamichi, được Thiên hoàng phong làm daijō daijin; Taira-no Kiyomori được vua cử làm quan của triều đình Thiên hoàng thay cha (1153), trong khi các quý tộc của họ Fujiwara lại mâu thuẫn về quyền lực giữa Tadamichi và Yorinaga ở triều đình nhà vua.
Tháng 8/1155, Thiên hoàng Konoe đột ngột băng hà mà không có người thừa kế. Ngay sau đó, Pháp hoàng Toba cử con trai thứ tư của mình là thân vương Masahito lên ngôi, hiệu là Thiên hoàng Go-Shirakawa.

### Kugyō
- Nhiếp chính: Fujiwara Tadamichi, 1099-1164.
- Thái Chính đại thần: Sanjō Saneyuki, 1079-1162.
- Tả đại thần: Fujiwara Yorinaga, 1120-1156.
- Tả đại thần: Minamoto Arihito, 1103-1147.
- Hữu đại thần: Sanjō Saneyuki, 1079-1162.
- Hữu đại thần: Minamoto Arihito, 1103-1147.
- Nội đại thần, Minamoto Arihito, 1103-1147.

### Nengō (Niên hiệu)
1. Kōji (1142-1144)
2. Ten'yō (1144-1145)
3. Kyūan (1145-1151)
4. Ninpei (1151-1154)
5. Kyūju (1154-1156)